# نسيج مولد (جراحة)
النسيج المولد (gTissue) هو نسيج حي يزرعه الجراح في المريض (البشر وغيرهم)، ويتكون من نسيج خارج الخلية و خلايا وإمداد وعائي دموي يتمتع بخصائص توليدية. لا يشير حرف 'g' في المصطلح gTissue إلى الطبيعة المولدة للنسيج الحي فحسب، بل يشير أيضًا إلى القدرة التوالدية للنسيج لتكيفه مع الظروف البيئية الديناميكية التي يمتلكها المضيف.

## نظرة عامة
إن النسيج المولد هو نوع من النسيج الحيوي، وهو مجموعة من الخلايا ومصفوفة خارج الخلية التي لها مهامها الخاصة. إضافة إلى ذلك، يتم زرع النسيج المولد بطريقة جراحية، ويتم زرعها في المريض بتجميل خلوي وكيميائي فريد، بحيث يعطيها ميزة عن الأنسجة الأخرى في الجسم. يتم التعرف على النسيج التوالدي من أبحاث خاصة بمجالات هندسة النسيج والطب التجديدي ويتم إنشاؤه في البداية على أنه نسيج ضام بين الدماغ والجمجمة أثناء معالجة الأم الجافية النابية. وتم إنشاؤه بنجاح في البشر في مجموعة كبيرة من التطبيقات السريرية في مداواة ومعالجة النسيج اللين. يتم إنشاء النسيج المولد في الأساس عن طريق زرع أنواع معينة من المواد الحيوية للأنسجة خارج الخلية غير الالتهابية التي يعتمدها المضيف، بما في ذلك إعادة تمركز المضيفات (أحياء) والأوعية الدموية، لتصبح أنسجة حية.  يمكن تشخيص أنوع النسيج الترابطي حتى الآن، على أنه مجموعة متنوعة من الأنسجة المترابطة اللينة، بما في ذلك الأدمة والوتر (تشريح) والرباط (تشريح) وغشاء التجويف البطني.

## التوليد (التبني)
يتم غرس المواد الحيوية في البداية للأنسجة خارج الخلية وتبنيها من قبل المضيف. تسبح المادة المسامية في الدم، مباشرة بعد إجراء عملية الغرس الجراحية. يزرع ذلك المادة بمجموعة كبيرة لتعميم خطوط الخلايا الجزعية وعوامل النمو للمساعدة في تطوير النسيج التوالدي. تستضيف عوامل النمو والسيتوكين على غرار تقدم التوليد، إشارات المصفوفة المؤقتة الفبرين لإعادة تركيز المصفوفة. لدعم النشاط الأيضي لهذه الخلايا، يتم إنشاء شبكة الأوعية الدموية في آن واحد داخل المادة الحيوية للنسيج خارج الخلية. يتم تبني المادة في هذه المرحلة، وتكتسب مميزات الأنسجة (علم الأحياء) الحية. في بعض الحالات، عقب اعتماد خلايا المضيف وجهاز الدوران، يمكن للنسيج المولد أن يستمر بلا مقيد له ودون أي دليل نسيجي للتغيرات الكبيرة. على سبيل المثال، عندما يكون الغرض من عمليات التجميل هو التضخيم، يُعتمد النسيج المولد ويبقى على قيد الحياة والنسيج النشط الأيضي.

## التكييف
في حين أنه يمكن للنسيج المولد البقاء والحياة لأجل غير مسمى بعد اعتماده دون تغير بارز، يوجد ظروف بيئية تدعم تكيف النسيج. يعد تكييف النسيج المولد أحد أسباب اعتباره نسيجًا مولدًا. يشمل التكييف أي تغيير للنسيج المولد للوفاء بالمتطلبات البيئية الخاصة الموجودة فيه، اعتمادًا على موقع غرس النسيج. على سبيل المثال، أثناء عمليات تكبير الوتر، يمكن انتقال بنية ألياف الكولاجين للمصفوفة خارج الخلية لأي هيكل مماثل للوتر الأم، وتوجيهه على طول المحور الطويل للتحميل للوفاء بمتطلبات التحميل الميكانيكي. أو عند استخدامها كبطانة تحت عضلات جدار البطن لدعم معالجة الفتق ويتم تكييف المعالجة بتشكيل بطانة ميسوثيليوم جديدة بالجانب البروتيني لمنع الاتصاقات أو تآكل الأمعاء أو الأمعاء الدقيقة.

## المتطلبات
يتحتم على أي جراح من أجل إنشاء نسيج مولد البدء بالاختيار والمادة الحيوية للنسيج خارج الخلية مع الخصائص الملائمة لدعم نوع المداواة والعلاج المطلوب. يتحتم أن تكون المادة الحيوية للنسيج خارج الخلية غير التهابية. يتم تشكيل المواد الحيوية التي تثير رد الفعل القوي للالتهابات سريعًا في نسيج الندبة. يتحتم ألا تتسبب المادة الحيوية للنسيج خارج الخلية في الاستجابة الالتهابية ذات الدرجة المزمنة والمنخفضة أو سيتم تدهور المادة بطريقة مطردة وتختفي مع مرور الوقت. ومن أمثلة المواد الحيوية للنسيج خارج الخلية التي تلبي تلك المتطلبات، وقد استُخدمت بنجاح لإنشاء النسيج المولد بما في ذلك سيرجي ميند TissueMend, and Durepair. إضافة إلى ذلك، يجب أن يكون الجراح على معرفة بطريقة تأثير الموقع التشريحي والعملية الجراحية على اعتماد المضيف وتكيفه لزرع النسيج المولد المرغوب فيه. على سبيل المثال، إذا استمر النسيج المولد دون تغير لإضافة الجزء الكبير، يستلزم غرس المادة الحيوية للنسيج خارج الخلية تحت الوتر المنخفض.